# Girafa (constelație)

Girafa, numită în termen latinesc camelopardalis, este o constelație pe cerul nordic, mare dar palidă,vizibilă pe cerul nordic aproape tot anul.

## Recunoaștere
Ea este formată din mai multe stele palide, de aceea este mai greu de găsit sau de recunoscut. 
Steaua Polară din Carul Mic împreună cu oiștea acesteia este îndreptată spre constelația Camelopardalis.
Coordonate:  06h 00m 00s, +70° 00′ 00″